# Парень из тайги
«Па́рень из тайги́» — советский фильм о трудовых подвигах золотоискателей Ольги Преображенской и Ивана Правова по пьесе «Золото» Александра Филимонова и Вадима Дистлера.
Премьера состоялась 12 мая 1941 года.

## Сюжет
Однажды старый золотоискатель, бывший партизан Фёдор Потанин, поссорился со своим сыном Степаном. Степан решил уйти из артели, которую возглавлял его отец. Директор прииска «Тихий» Зимин предложил Степану начать работать в забое на самом трудном участке под руководством начальника шахты инженера Галины Сергеевны Полевой.
 Степана назначают бригадиром вместо труса и проходимца забойщика Щербака. Через несколько дней в местных газетах появляются сообщения о рекорде забойщика Потанина. Прииск «Тихий» выходит на первое место в крае. На прииск приходит из тайги невеста Степана Нюрка. Она ревниво относится к новым друзьям и к новой работе Степана и хочет увести его назад, в тайгу. Забойщик Щербак, затаивший обиду и злобу на Потанина, предлагает Нюрке опорочить Степана на собрании, где будет отмечаться потанинский рекорд, и вынудить его тем самым уйти обратно в тайгу. Нюрка просит Степана принести с собой на собрание золото, переданное ему отцом в качестве образца вновь найденного золотого месторождения. Щербак «разоблачает» Степана, утверждая, что это золото украдено на прииске. Руководители прииска не верят в виновность Потанина, но Степан, обещавший отцу сохранить до поры до времени в тайге его открытие, отказывается объяснить, откуда у него золото. Степан уходит в тайгу. Но кустарная работа одиночек-старателей теперь уже не удовлетворяет Степана, а тоска по Галине Сергеевне, которую он искренне полюбил, делает его жизнь в тайге ещё более нестерпимой. Он хочет большой настоящей работы, хочет снова почувствовать себя гордым хозяином земли. Инженеры прииска вместе с директором Зиминым, отправившись в тайгу на поиски новых месторождений золота, находят артель Потанина. Старик Фёдор с гордостью передаёт государству большое месторождение золота, и Зимин назначает Степана начальником нового прииска. Степан и Полевая счастливы. Нюрка едет в город учиться, а старик Потанин снова отправляется в тайгу на поиски новых месторождений.
— Советские художественные фильмы. Аннотированный каталог. Том 2. с. 275

## В ролях
| Актёр                 | Роль                                                            |
| --------------------- | --------------------------------------------------------------- |
| Иван Переверзев       | передовик золотодобычи Степан Потанин                           |
| Владимир Гардин       | старый партизан, старатель Фёдор Кузьмич Потанин                |
| Алла Казанская        | горный инженер 5 шахты Галина Сергеевна Полевая                 |
| Людмила Занковская    | Нюрка                                                           |
| Ростислав Плятт       | уголовник и лодырь, забойщик Васька Щербак                      |
| Михаил Державин (ст.) | директор прииска «Тихий» Зимин                                  |
| Павел Герага          | старый старатель Прохор                                         |
| Пётр Репнин           | бывший актёр драматических театров Анатолий Георгиевич Пасецкий |
| Николай Чиндорин      | сторож                                                          |
| Виктор Третьяков      | инженер Митрофан Андреевич Кольцеватов                          |
| А. Дулетов            | Колымчанин                                                      |
| Михаил Воробьёв       | Соломатин                                                       |
| Александр Чебан       | секретарь райкома Панков                                        |
| Виктор Лазарев        | забойщик (нет в титрах)                                         |
| Владимир Уральский    | Фрол (нет в титрах)                                             |
| Николай Хрящиков      | инженер (нет в титрах)                                          |
| Михаил Сидоркин       | дирижёр (нет в титрах)                                          |

В этом фильме сыграла свою единственную кинороль Людмила Занковская.

Также, Вадим Дистлер написал для этого фильма свой единственный сценарий.

## Съёмочная группа
- Авторы сценария:

- Александр Филимонов
- Вадим Дистлер

- Режиссёры-постановщики:

- Ольга Преображенская
- Иван Правов

- Оператор — Алексей Солодков
- Художник — Виктор Иванов
- Композитор — Александр Варламов
- Звукооператор — Владимир Богданкевич
- Ассистент режиссёра — Г. Намарадзе
- Ассистент оператора — Л. Абрамян
- Художник-гримёр — С. Чевычелов
- Монтаж — Г. Славатинская
- Автор текста песен — Борис Ласкин
- Директор картины — И. Кузнецов